# Aqua dance
Aquadance es una disciplina donde se presentan piletas de fibra de vidrios en forma de semiesferas llenas de agua donde personas hacen un despliegue coreográfico, siendo basado en Zumanity del Cirque du Soleil y televisivamente adaptado y mejorado por primera vez en el programa Showmatch (Argentina). 

## Música
Es acompañada de música relajante o lírica/poética que represente sentimientos profundos, alegría, amor o delicadeza. El baile o movimientos ejecutados en las piletas son lentos en Tempo de Adagio, es decir lenta y profunda, de esta manera trata de tranquilizar y relajar al vidente, inspirar alegría y magnificar la imaginación de estos.

## Propagación
Mundial y televisivamente, se mostró por primera vez en Argentina. Dentro del bigshow Showmatch, siendo parte de la quinta edición del concurso de baile Bailando por un sueño en 2008 logrando una gran hazaña ya que por primera vez en el mundo se hacía algo de esa calidad en televisión. Allí donde se nombró la disciplina como Acquadace. De esta manera fue popularizado como mayor producción, variando en componerla en una o más piletas para la disciplina. Así, fue adaptado a otros concursos de baile de diferentes países:
Aparentemente, el conductor habría recibido una carta de un Gendarme de la Escuela de Oficiales, quien le dio la idea y sus iniciales RHG.

### Argentina
- Bailando por un sueño 2008

(2 piletas)
- Bailando 2010

(3 piletas)
- Bailando 2011

(4 piletas)
- Bailando 2012

(4 piletas más cascadas)
- Bailando 2014

(4 piletas de 1800 litros cada una, más cascadas y efectos lumínicos)
- Bailando (2015)

(4 piletas de 1800 litros cada una, más cascadas y efectos lumínicos)
- Bailando 2016 (2016)

(5 piletas de 1800 litros cada una, más cascadas, filtros y efectos lumínicos)
- Bailando por un sueño 2018 (2018)

(5 piletas)

### Chile
- Fiebre de baile (2009)
- Fiebre de baile (segunda temporada) (2009)
- Fiebre de baile (tercera temporada) (2010)
- Fiebre de baile (cuarta temporada) (2011)
- Fiebre de baile (quinta temporada) (2012)

(5 piletas)

### México
- México baila (2013)

(4 piletas)
- Baila si puedes (2015)

(5 piletas)

### Ecuador
- Soy el mejor (2015)

(2 piletas)